# Chequers

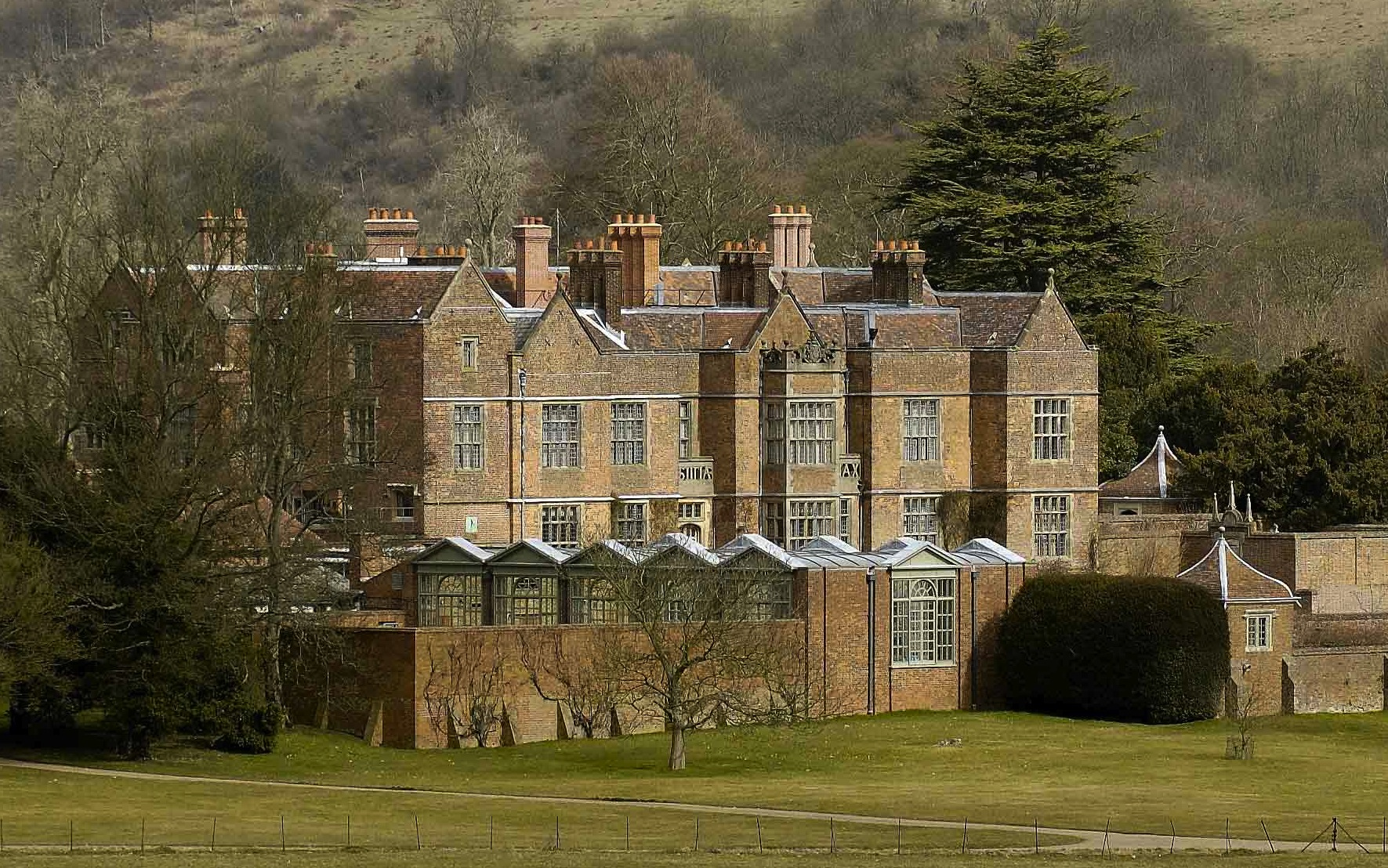
Der Landsitz Chequers

Chequers (auch Chequers Court) bei Ellesborough in der englischen Grafschaft Buckinghamshire ist seit 1921 der offizielle Landsitz der britischen Premierminister. Der in einem weitläufigen Landschaftspark stehende Gebäudekomplex befindet sich etwa 64 Kilometer nordwestlich der Londoner Innenstadt. 
Das aus dem 16. Jahrhundert stammende Herrenhaus (englisch manor house) war jahrhundertelang im Privatbesitz verschiedener Familien des englischen Landadels. 1912 wurde es von dem Ehepaar Arthur und Ruth Lee gekauft. Während des Ersten Weltkriegs diente es als Lazarett. Das kinderlose Ehepaar Lee beschloss gegen Ende des Krieges, das Haus dem Staat als Landsitz für den jeweiligen Regierungschef zu überlassen. Nach längeren Diskussionen mit dem damaligen Premier David Lloyd George nahm das Unterhaus das Geschenk 1917 durch den  Chequers Estate Act an. Seit dem Auszug des Ehepaars Lee im Jahr 1921 dient das Haus seiner heutigen Bestimmung.
Das Anwesen ist namensgebend 
- für den Accord des Chequers zwischen Churchill und de Gaulle am 7. August 1940,
- für die Chequers-Affäre, die im Jahr 1990 Turbulenzen in den deutsch-britischen Beziehungen auslöste,
- für den Chequers-Plan, eine im Juli 2018 von der Regierung May II veröffentlichte Liste von Vorschlägen bezüglich der Beziehungen zwischen Großbritannien und der Europäischen Union nach dem Brexit.